# Escura rhondae
Escura rhondae is een insect uit de familie van de mierenleeuwen (Myrmeleontidae), die tot de orde netvleugeligen (Neuroptera) behoort. 
Escura rhondae is voor het eerst wetenschappelijk beschreven door New in 1985.